# Zwartrugvinktangare
De zwartrugvinktangare (Urothraupis stolzmanni) is een zangvogel uit de familie Thraupidae (tangaren).

## Verspreiding en leefgebied
Deze soort komt voor in de Andes van zuidoostelijk Colombia en oostelijk Ecuador.